# 新交易巷一号

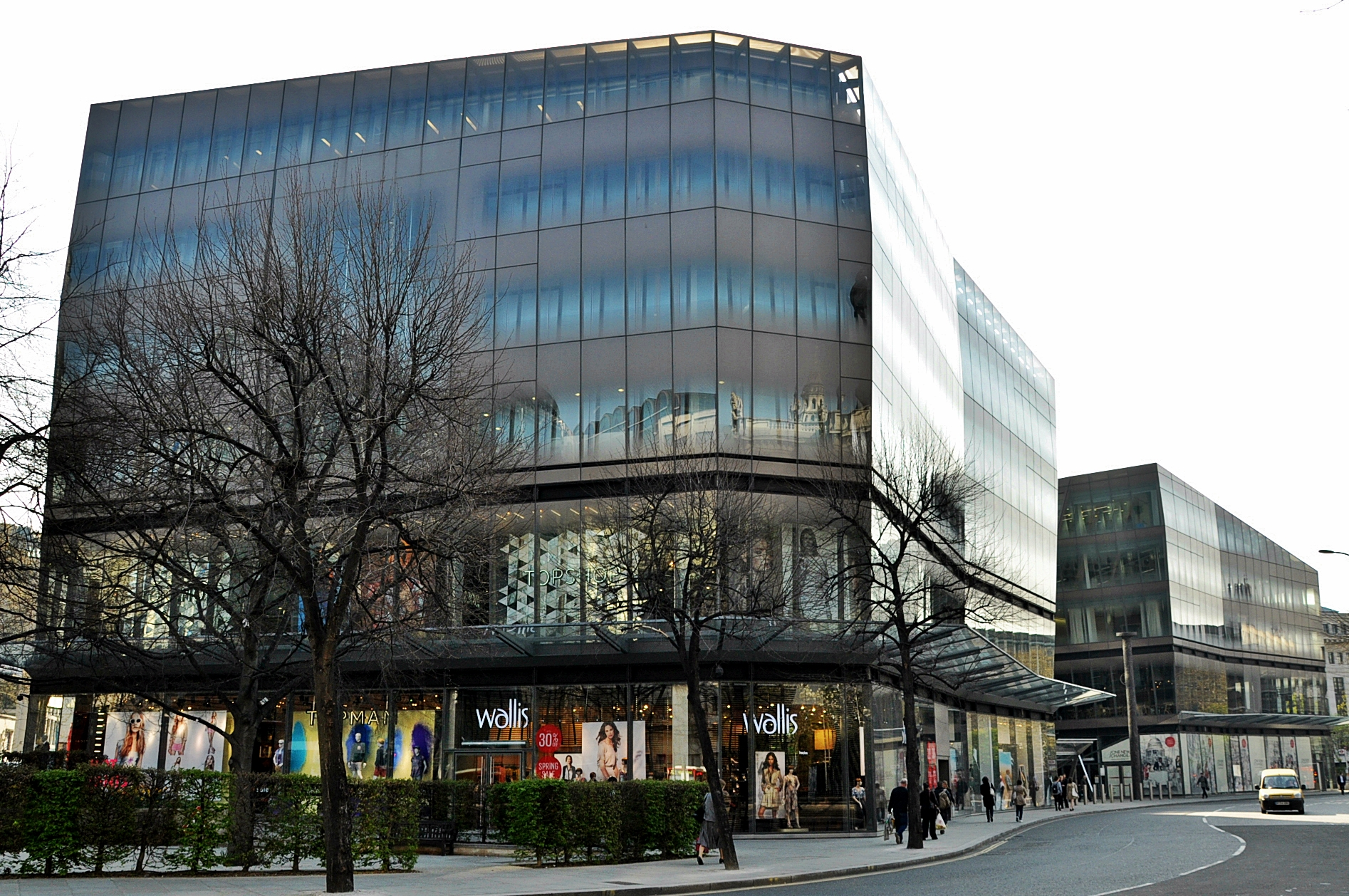
伦敦新交易巷一号的零售和办公开发项目

新交易巷一号（英語：One New Change）是位于英国伦敦的购物中心和商务楼。整座建筑共有建筑面积560,000平方英尺（52,000平方），其中包括220,000平方英尺（20,000平方）零售区和330,000平方英尺（31,000平方）办公区。新交易巷一号是伦敦的金融中心、历史城区伦敦城内的唯一一座大型购物中心，造价五亿英镑，于2010年10月完工。建筑设计师为让·努维尔。
新交易巷一号毗邻圣保罗座堂，占据了由大炮街到戚普塞街之间的整块街区。正式门牌为新交易巷一号。新交易巷原为伦敦城内的一条小巷，由于历史上有市场和实物交易所位于此处而得名。